# Windows Server 2019
Windows Server 2019 es un sistema operativo producido por Microsoft para su familia de servidores. Microsoft lo anunció el 20 de marzo de 2018, y la primera vista previa Windows Insider fue lanzada el mismo día. Se lanzó comercialmente el 2 de octubre de 2018.
Al igual que su predecesor, Windows Server 2019 tiene solo dos versiones basadas en núcleo: Standard y Datacenter, siendo este último el que ofrece mayores prestaciones como SMB Direct o características que no están disponibles en Windows Server 2019 Standard y Storage Spaces Direct, y también un mayor soporte a máquinas virtuales con Hyper-V, que está disponible en las dos versiones. También cuenta con una versión para servidores especializados llamada Essentials con límite de usuarios y dispositivos.
El instalador ofrece la posibilidad de instalar en modo Core (interfaz de usuario mínima) para administración remota, o Experiencia de escritorio (interfaz de usuario completa) para administración local.

## Características
- Windows Subsystem for Linux (WSL)
- Soporte para Kubernetes (Beta)
- Otras características de interfaz nuevas introducidas en Windows 10, versión 1809.
- Storage Spaces Direct (Únicamente en edición Datacenter)
- SMB Direct (Únicamente en edición Datacenter)
- Storage Migration Service
- Storage Replica
- System Insights
- Mejoras en Windows Defender